# 長福寺 (福島県川内村)
長福寺（ちょうふくじ）は、福島県双葉郡川内村にある曹洞宗の寺院である。洞秀山泰亨院と号する。

## 由緒
1596年（慶長元年）の創建と伝えられる。

## 所在地
- 福島県双葉郡川内村上川内字三合田29